# Академия Сан-Карлос
Академия Сан-Карлос (исп. Academia de San Carlos) — национальная мексиканская Академия искусств (в первую очередь скульптуры). Находится в Мехико, в историческом центре города.

## История
Академия Сан-Карлос является первым в Америке высшим художественным учебным заведением и первым художественным музеем в Америке. Была основана в 1781 году как Школа гравюры, затем указом испанского правительства от 25 декабря 1783 году в тогда ещё бывшей колонией Новой Испании (Мексике) была преобразована в Академию. Первоначальное наименование её было Королевская академия благородных искусств Сан-Карлос (Real Academia de San Carlos de las Nobles Artes). Академия предназначалась для развития в испанской части Центральной Америки таких искусств, как живопись, скульптура и архитектура, и располагалась в историческом центре Мехико на улице Амор де Диос.

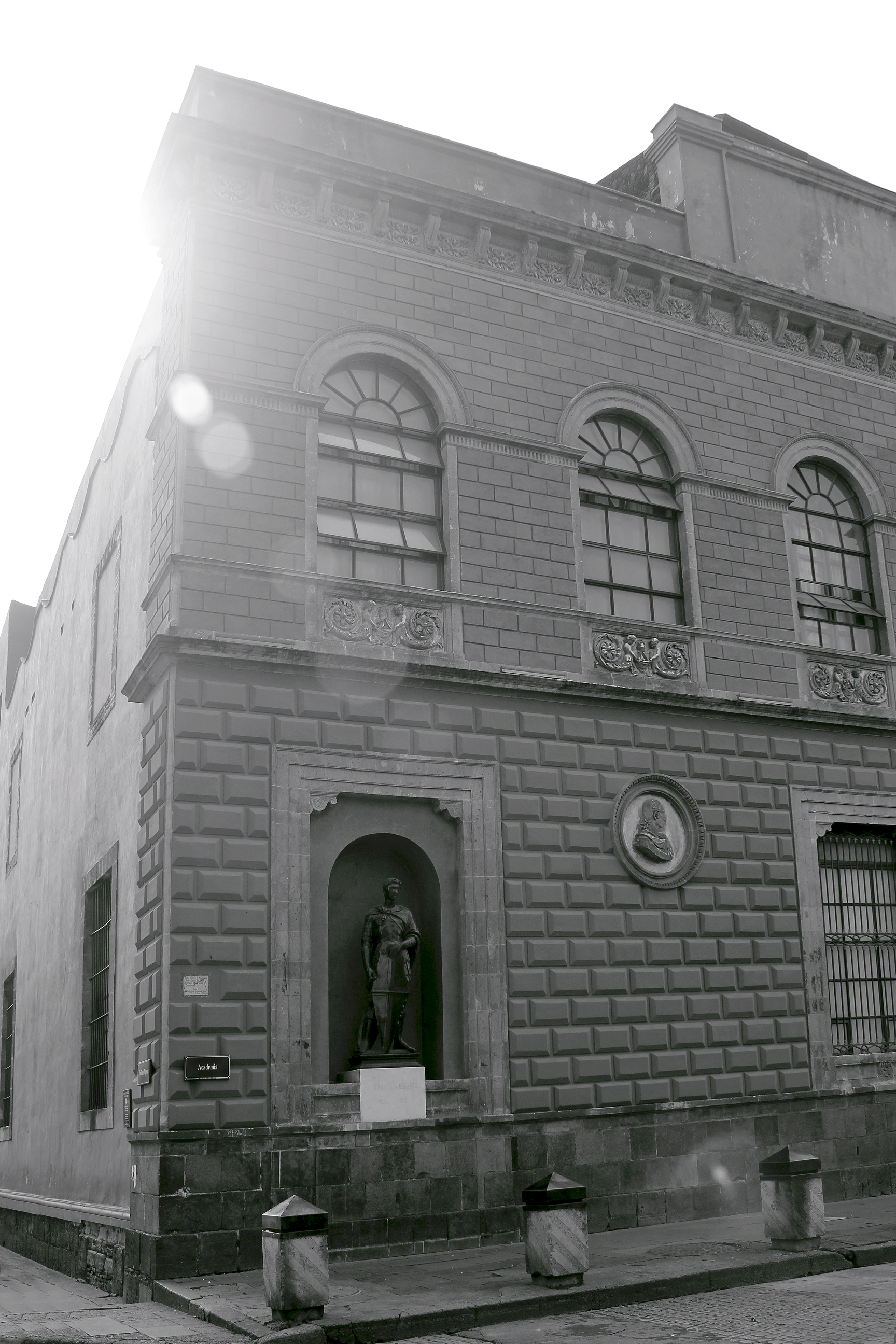
Академия Сан-Карлос

За время своего существования Академия неоднократно переименовывалась — в 1821 году в Национальную мексиканскую академию Сан-Карлос (Academia Nacional de San Carlos de México), в 1863 году в Императорскую мексиканскую академию Сан-Карлос. Затем в 1867 году — в Национальную школу изящных искусств (ENBA). В 1929 году Академия была разделена на Национальную школу скульптуры (ENAP) и Национальную школу архитектуры. Последняя в 1933 году была превращена в факультет архитектуры Национального автономного университета Мехико. Название «Академия Сан-Карлос» сохранилось за ENAP.
В Академии Сан-Карлос получили художественное образование многие знаменитые художники, и среди них Хосе Давид Альфаро Сикейрос, Хосе Клементе Ороско, Анхель Саррага, Руфино Тамайо, Лола Куэто, Лисандро Чавес Альфаро. В 2007 году в ней обучалось 5 558 студентов. Действительным членом академии был архитектор Энрике Яньес. Академия также обладает богатым собранием произведений искусства — картин, рисунков, гравюр, скульптур, фотографии, а также монет в нумизматическом кабинете.